# Riccardo Bonetto
Riccardo Bonetto (Asolo, 20 marzo 1979) è un imprenditore ed ex calciatore italiano, di ruolo difensore o attaccante, attuale vice-allenatore e tecnico delle giovanili dell'Istrana.

## Carriera

### Gli esordi e l'esperienza in Belgio
Cresciuto nelle giovanili della Juventus, nel gennaio del 1998 viene mandato a farsi le ossa al Novara, dove esordisce da professionista giocando 15 partite e segnando un gol in Serie C2.
La stagione successiva, pur rimanendo sempre di proprietà dei bianconeri, il giovane Bonetto inizia la preparazione con la Fermana, salvo poi trasferirsi in Belgio al KSK Beveren dove in due stagioni totalizzerà 19 presenze segnando 2 reti.
Tornato in Italia, nella stagione 2000-2001 si trasferisce in Serie C1 nelle file dell'Arezzo, dove gioca 30 partite con 3 gol all'attivo, arrivando con la squadra fino ai play-off.

### La Serie B e gli anni ad Empoli
Nell'estate del 2001 arriva poi in Serie B all'Empoli, dove gioca solamente 11 partite, così come nella stagione successiva all'Ascoli.
Nell'annata successiva, dopo una parentesi alla Lucchese, Bonetto torna nuovamente all'Empoli, che acquisterà poi l'intero cartellino dalla Juventus, ma, complice un brutto infortunio, resta fermo per parecchi mesi senza quindi mai riuscire a scendere in campo nel campionato di Serie A 2003-04.
Nel campionato successivo, però, gioca in Serie B 36 partite segnando anche una rete e riconquista con la sua squadra la promozione in A, dopo la retrocessione dell'anno precedente.
Il 28 agosto 2005 esordisce in Serie A scendendo in campo nella prima di campionato del campionato 2005-2006 contro l'Udinese al Friuli, in cui la sua squadra esce sconfitta per 1-0.
Fino a gennaio gioca in 16 occasioni mettendo a segno anche un gol, ma in quello stesso mese arriva l'annuncio del suo futuro ingaggio a parametro zero da parte della Lazio e così l'Empoli decide prima di metterlo fuori rosa, poi di mandarlo in prestito all'Ascoli fino alla fine della stagione, dove, complice un nuovo infortunio, non scende mai in campo.

### L'arrivo alla Lazio e gli anni in prestito
Svincolatosi, viene dunque ingaggiato dalla Lazio all'inizio della finestra estiva di calciomercato del 2006.
Il 2 luglio 2007 si trasferisce in Serie B al Bologna, dove gioca un'ottima stagione, condita con l'assist per il goal di Dino Fava Passaro che di fatto promuove il Bologna in Serie A.
L'8 luglio 2008 si trasferisce al Livorno in prestito, giocando titolare per tutta la stagione, sfornando anche qualche assist con cross dalla sinistra e concludendo la stagione con la promozione in Serie A, la terza personale in carriera.
Nell'estate 2009 terminato il prestito al Livorno torna alla Lazio. Nel novembre 2010 ottiene in accordo con il club romano la possibilità di allenarsi, in attesa di una sistemazione definitiva, con la squadra del suo paese, il Bassano Virtus, e non più nel Centro sportivo di Formello.

### L'addio alla Lazio e l'approdo al Bassano Virtus
Nel luglio 2011 rescinde il contratto con la società romana, e il 4 agosto firma per il Bassano Virtus, ma a fine stagione rimane svincolato.
Per la stagione successiva firma per la Fersina Perginese, società di Trento, con la quale rescinde il contratto a novembre 2012, restando così svincolato. Nell'estate 2013 firma per l'Istrana, in Eccellenza.

## Palmarès

### Club

#### Competizioni nazionali
- Campionato italiano di Serie B: 1

Empoli: 2004-2005
- Supercoppa italiana: 1

Lazio: 2009